# Stan Getz Quartets
Stan Getz Quartets – album muzyczny jazzowego saksofonisty amerykańskiego Stana Getza. Na płytę złożyły się jego nagrania zarejestrowane w Nowym Jorku podczas trzech różnych sesji z trzema różnymi składami muzyków. 
Monofoniczny LP z 12 utworami wydany został w 1955 przez wytwórnię Prestige Records. W 1979 ukazała się japońska reedycja: Prestige SMJ-6600(M) z kartonową okładką wzorowaną na oryginalnym wydaniu. Wydanie OJCD z 1991 zawiera dodatkowo dwa nagrania: alternatywne wersje "My Old Flame" i "The Lady in Red".

## Muzycy
Podczas sesji, która odbyła się 21 czerwca 1949 (utwory 7 -10) grali:
- Stan Getz – saksofon tenorowy
- Al Haig – fortepian
- Gene Ramey – kontrabas
- Stan Levey – perkusja

Sesja z 6 stycznia 1950 (utwory: 1 - 4):
- Stan Getz – saksofon tenorowy
- Al Haig – fortepian
- Tommy Potter – kontrabas
- Roy Haynes – perkusja

Sesja z 14 kwietnia 1950 (utwory: 5, 6, 11, 12):
- Stan Getz – saksofon tenorowy
- Tony Aless – fortepian
- Percy Heath – kontrabas
- Don Lamond – perkusja

## Lista utworów
Strona A
| 1. | "There's a Small Hotel" (Richard Rodgers, Lorenz Hart)     | 2:53  |
|    |                                                            |       |
| 2. | "I've Got You Under My Skin" (Cole Porter)                 | 3:16  |
|    |                                                            |       |
| 3. | "What's New" (Bob Haggart, Johnny Burke)                   | 3:20  |
|    |                                                            |       |
| 4. | "Too Marvelous for Words" (Johnny Mercer, Richard Whiting) | 2:54  |
|    |                                                            |       |
| 5. | "You Stepped Out of a Dream" (Gus Kahn, Nacio Herb Brown)  | 2:50  |
|    |                                                            |       |
| 6. | "My Old Flame" (Arthur Johnston, Sam Coslow)               | 2:41  |
|    |                                                            |       |
|    |                                                            | 17:54 |
|    |                                                            |       |
Strona B
| 7.  | "Long Island Sound" (Stan Getz)                                        | 2:56  |
|     |                                                                        |       |
| 8.  | "Indian Summer" (Victor Herbert)                                       | 2:47  |
|     |                                                                        |       |
| 9.  | "Mar-Cia" (Stan Getz)                                                  | 2:40  |
|     |                                                                        |       |
| 10. | "Crazy Chords" (Stan Getz)                                             | 3:37  |
|     |                                                                        |       |
| 11. | "The Lady in Red" (Mort Dixon, Allie Wrubel)                           | 3:12  |
|     |                                                                        |       |
| 12. | "Wrap Your Troubles in Dreams" (Harry Barris, Ted Koehler, Billy Moll) | 3:04  |
|     |                                                                        |       |
|     |                                                                        | 18:16 |
|     |                                                                        |       |

## Informacje uzupełniające
- Nadzór produkcyjny – Bob Weinstock
- Projekt okładki – Bob Parent
- Autor notki – Ira Gitler
- Mastering (OJCD) – Joe Tarantino
- Łączny czas nagrań – 36:10 (wersja rozszerzona – 40:54)